# Escala de tonos enteros

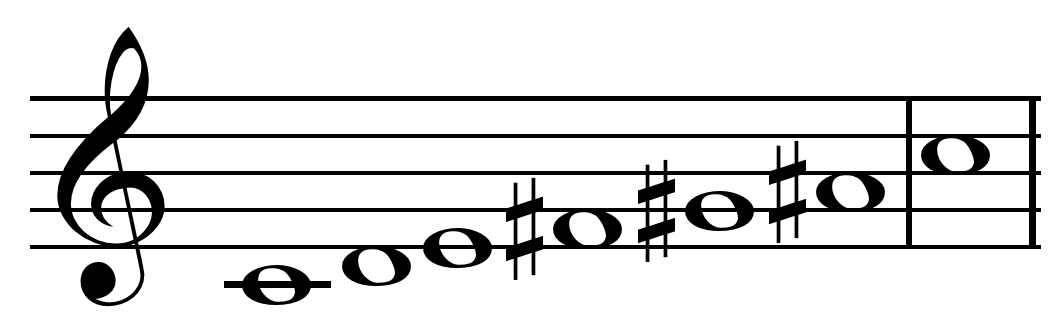
Escala de tonos completos de do.

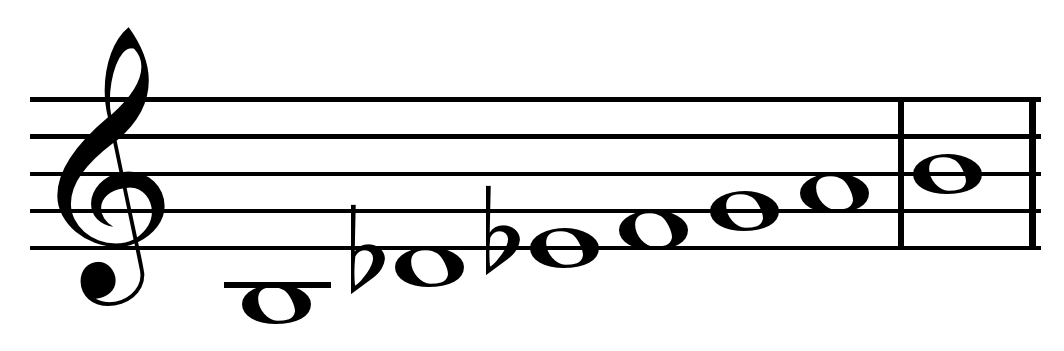
Escala de tonos completos de si.

La escala de tonos enteros o escala de tonos completos o, simplemente, escala de tonos, es un tipo de escala hexatónica formada por seis notas, todas a distancia de un tono. Se puede formar de dos maneras, según se observa en las dos imágenes adjuntas, a partir de do o si, aunque cada nota de la escala sirve como generatriz de una escala de tonos enteros, en sus dos variantes si o do.
Esta escala tiene una sonoridad muy característica. Se la asocia sobre todo con la música impresionista. Ha sido utilizada profusamente por compositores de esa corriente, como por ejemplo Claude Debussy, aunque también la han utilizado compositores de otros períodos, como fue el caso de Wolfgang Amadeus Mozart, el cual la utiliza en su célebre Ein Musikalischer Spaß (Una broma musical, final de la cadenza de violín del tercer movimiento).